# Aterballetto
Aterballetto è una compagnia di danza italiana.
Fondata a Reggio Emilia da Vittorio Biagi nel 1979, è una delle più prestigiose compagnie italiane ed internazionali di danza classica, moderna e contemporanea. Nel luglio del 1990 Aterballetto entra a far parte del Centro regionale della danza dell’Emilia-Romagna, presieduto da Nicola Fangareggi, con soci Regione, Ater e Comune di Reggio Emilia.
Nel corso degli anni hanno danzato  nella compagnia alcuni tra i più grandi etoile internazionali come Alessandra Ferri, Elisabetta Terabust, Gheorghe Iancu e altri.
L'Aterballetto vanta un repertorio coreografico composto da i più grandi nomi della danza mondiale come Roland Petit, Alvin Ailey, William Forsythe, George Balanchine, Glen Tetley e molti altri.

## La compagnia
Aterballetto è una compagnia di balletto contemporaneo; produce e distribuisce spettacoli di danza in Italia con forma stabile al di fuori del circuito delle fondazioni liriche.
Dopo Amedeo Amodio, che l'ha diretta dal 1979 al 1997, la direzione artistica è stata affidata a Mauro Bigonzetti. Dal 2008 Bigonzetti assume il ruolo di coreografo principale della compagnia e la direzione artistica viene affidata a Cristina Bozzolini.
Nel corso della sua storia, per il contributo di Mauro Bigonzetti e degli autori che hanno collaborato con la compagnia – Jiří Kylián, William Forsythe, Ohad Naharin, Iztik Galili, Fabrizio Monteverde, Jacopo Godani, Eugenio Scigliano – la vocazione della compagnia al balletto contemporaneo si è consolidata.
L'attività della Fondazione Nazionale della Danza Aterballetto è sostenuta dal Ministero per i Beni e le Attività Culturali italiano, dagli Istituti italiani di cultura e dalle ambasciate italiane del Ministero degli Affari Esteri.